# 變形金剛 (虛構生物)
變形金剛(英文：Transformer)是登場於《變形金剛》系列中的架空生物。由於部分作品中變形金剛的母星不是賽博坦、或是有些變形金剛不住在賽博坦上，所以此條目不完全等同於賽博坦人(Cybertronian)。

## 概要
在不同的設定中，變形金剛的來源、外觀、功能會隨著不同作品的設定而有所差異，不過大致上會有一些共同的特徵：
- 機械生命體：通常而言，變形金剛都被描繪為類似機器人一樣的機械生命體，身體由齒輪、管線等等非有機構造所組成。不過在部分作品中也有例外，像是1996年的動畫作品《百變金剛》中的變形金剛為了適應環境就進化成較為有機的模式。
- 體型巨大：變形金剛通常被描繪為體型比人類大的生物，不過體型不等，從僅僅比人類高幾公尺到摩天大樓般的身高都有可能。在少數情況會出現體型小於人類的變形金剛，像是《變形金剛：微型傳說》中的雷射鳥，或是《Botots》中的大部分角色一樣。
- 變形功能：顧名思義，幾乎所有作品中出現的變形金剛都會有變形成不同種型態的能力。
- 外星人：在大多數作品中，變形金剛都被描繪為非地球生物，大多數的作品將其母星設定為賽博坦。儘管如此，有些情況下亦會出現在地球上誕生的變形金剛，像是G1系列中的恐龍金剛等等在地球上建造的隊伍，還有《變形金剛進化版》中的人造恐龍金剛，以及在《變形金剛：地球火種》中出現的地球金剛(Terrons)等等。

### G1動畫
變形金剛是一種由機械所構成，但擁有生物般的意識的生物，另有「超機械生命體」(超ロボット生命体ト)的稱呼，原本他們是沒有變形能力的，但在對抗昆特紗人(Quintesson)的過程中，博派的戰士們研發了變形的能力，從而讓他們能夠變形。

## 族群與派系
在不同作品中，變形金剛可能區分出各種不同的設定，因而有族群和不同派系之間的差異。

### 派系
- 博派：變形金剛系列中偏向保護宇宙的一派，在G1的設定中，他們最初是民用機器人。在某些版本，像是《變形金剛：領袖之證》、或是IDW出版社的2005~2019版本的設定中，博派是賽博坦上一支歷史悠久的派系，統治賽博坦的黃金時期，但是因為腐敗的統治而導致密卡登崛起、並組織狂派進行內戰。
- 狂派：變形金剛系列中傾向征服宇宙的一派，在G1的設定中，他們最初是軍用機器人。而在《變形金剛：起源》中，狂派的由來則是被御天至尊背叛、躲在星球表面的至高守衛，在D-16擊敗他們的領袖天王星後、開始追隨他、而在D-16成為密卡登後，將他們命名為狂派。

#### 政治
在較為早期的作品中，通常不太會提到賽博坦人或是變形金剛的政治狀況，就連在內戰前的描述通常也相對簡略。
不過，在2010年的動畫《變形金剛：領袖之證》中就比較直接的進行對戰前社會政治的敘述就顯得帶有諷刺國際政治的影射，亦直接與柯博文和密卡登相關：賽博坦因著貪污及財貧富懸殊而積聚了不少民憤，從奴隸演變成角鬥士出身的天震威(日後的密卡登)就崛起鼓勵民眾爭取自由和平等，任職資料管理員的奧利安．派克斯(日後的柯博文)也深受其影響。然而密卡登後來露出成為霸王的真面目，要求支持他的民眾用武力推翻現政權，可是奧利安提議長老們舉辦一個全民投票選一批好的統治者們。結果奧利安被長老們擁立為新領袖，感到被出賣的密卡登與他的狂派開始血腥鎮壓反對者，而奧利安就被普萊瑪斯正式擁立成新領袖─柯博文。

### 族群
- 野獸金剛：變形成野獸的變形金剛。
- 合體金剛：由多名變形金剛合體而成的大型金剛。
- 微型金剛：首次登場於《變形金剛：微型傳說》，在該作中他們是獨立於博派和狂派之外的一支機器人。在之後的設定中，有些版本會將其單純設定為一隻小體型的變形金剛種族，也些版本像是《變形金剛：領袖的挑戰》中，迷你金剛具有加強其他變形金剛的能力。
- 頭領戰士：在G1的設定中，他們是為了躲避博狂兩派的戰爭而前往MASTER星避難，並為了適應環境而縮小身體的一隻變形金剛。
- 最初的13人：通常而言設定為普萊瑪斯所創造出來的第一批變形金剛，但是成員在不同作品間不盡相同。
- 基卡羅尼亞變形金剛：銀河原力中登場的種族，相對於其他變形金剛而言顯得十分巨大的種族。
- 亞門人：IDW出版社的《變形金剛》漫畫中出場的機器人種族，非賽博坦人，嚴格來說不算是變形金剛。體型較小，只要支撐承受得住就能無限合體，所以又被稱作超連結體。

## 生態
每一部變形金剛動畫、漫畫等相關媒介中對於變形金剛的描述並不相同。
有一些G1的媒介提到「變形金剛」這一支種族原本是被創造出來當工作機器人使用，但在創造者逐漸壓迫變形金剛之後，後來屬於狂派的變形金剛遂行叛變，並與博派共同奮鬥，在驅逐這些「創造者」後，兩派對於賽博坦的未來出現分歧，因而產生衝突，最後才出現了G1中博派和狂派爭戰不休的狀況。
另外也有一些後來出現的動畫中提到，變形金剛並不完全只是博派和狂派相爭的狀況，有些不屬於此兩派的變形金剛會產生獨特的方式生活和社會文化，例如銀河原力中，移民到賽博坦殖民地的變形金剛移民們即是過著與賽博坦星的母群變形金剛完全不同的生活，有不同的文化、價值觀、習俗、甚至是一些明顯的外觀差異。

## 變形
變形是變形金剛最重要的一個特點，他們能夠至少在兩種不同型態之間變形。

### 變形型態
在部分作品中，能夠變形的一個先決條件是「掃描擬態」，也就是掃描機械的分子結構並且變形，在此同時，他們的體積也會有所變化，例如說G1系列中的音波，他在變形成卡帶錄音機時的大小也就有了變化。有時候這種現象會被完全視為正常現象而不會多做解釋，不過在IDW的世界觀中，這樣的操作被稱之為「質量轉換」，是一種習得後就不會再遺忘的技巧，但是在轉換成較大的物體時會伴隨疼痛，體積越大、越疼痛，在該作中一名名為榮格(Rung，來自知名心理學家卡爾‧榮格)的變形金剛曾經質量轉換後擴張到和賽博坦的月球一樣大、並承受劇痛。而變形金剛獲得變形型態的方式，依據不同作品中的個別設定，大致上可以分成三種：第一種，新生的變形金剛會自動獲得一個初始的變形型態，像是IDW出版社2005年~2019年版本的世界觀，甚至他們默認的變形型態會影響到他們在社會上的地位；第二種，新生的變形金剛無法變形、要經過掃描才能獲得第一個變形型態，像是《變形金剛：地球火種》，第三種則是兩者皆有，變形金剛天生就有變形型態、但是也可以透過掃描進行改變，像是在2007年的《變形金剛》真人電影中，初來到地球的博派們就重新掃描了地球上的不同載具、其機器人型態的身體構造也因此產生改變。
在各作品中，變形金剛們變形的理由不外乎是為了擬態、移動及輸送更有效率或者是為了配合環境，而變形型態也不限於一種，有些變形金剛可以變形成三個形態，稱之為三變戰士(Triple-Changer)，像是G1系列中的百丈跳(Springer)、沙暴(Sandstorm)、閃電(Blitzwing)、大火車(Astrotrain)等人，或甚至是六個形態的六面獸(Sixshot)、變色龍(Quickswitch)、十種型態的驚劫天(Gigatron)。
在擬態的情形下，他們變形的東西也十分多樣化，通常而言大部分是各種交通工具，包含陸海空、地球或是宇宙的各種載具，稱之為載具模式(vehicle mode)，但是也存在可以變形為動物的變形金剛，他們的變形型態被稱為野獸模式(beast mode)，變形金剛們當然也可以變形成其他較小型的人造物品，像是顯微鏡、照相機、錄音機、手槍等等，變形金剛也可以變形成為身體部位，像是《變形金剛：頭領戰士》中，一支被稱為頭領戰士的派系就是變形成較大機械身軀的頭部，而在IDW漫畫中的行者(Ambulon)變形成一隻合體金剛的腿、《變形金剛：Car Robot》中的驚劫天可以變形成一隻巨大的手掌。而在尺寸方面，就像變形金剛可以變成小型物品外，他們也同樣可以變形為極為巨大的造物，像是變形成城市、船艦、要塞的泰坦金剛(Titans)，像是奧米茄(Omega Supreme)、大都會(Metroplex)、福特巨人(Fortress Maximas)、暴龍金剛(Trypticon)，更有甚者，像是普萊瑪斯或是尤尼克隆一樣的神性存在甚至可以變形成星球。

#### 野獸型態
前述提過，部分變形金剛可以從機器人模式變形為野獸型態，但這部分可以分成三種類型：

##### 從機器人模式變形為野獸型態
《在變形金剛》系列中相當普遍，像是G1系列的恐龍金剛、昆蟲金剛、或是《百變金剛》中的強大金剛、掠獸金剛等等，變形型態則從地球動物、外星生物、虛構生物等等，不勝枚舉。根據其野獸型態可以區分為兩種：

###### 有機動物
像是在《百變金剛》及其系列作品中，變形金剛的野獸模式看起來完全接近一般的有機生物、看不出機械的部分，像是電路、管線等等。不過在尺寸方面可能會偏離現實，像是該系列中的大多數動物之間比例都不符合其變形動物之間的比例，像是老鼠勇士變形成的老鼠就相當巨大、而密卡登變形成的暴龍則太小。

###### 機械化動物
像是在G1動畫中的恐龍金剛就是此例，雖然他們變形成動物，但非常明顯是機械動物，身體上依然有大量的機械部分、金屬零件等等，像是《變形金剛：銀河之力》中野獸形星的住民即屬於此類。

##### 從機械化的動物變形為其他東西
有些變形金剛本身的型態就是機械化的動物，並且變形為其他的物品，像是G1系列中音波的磁帶金剛之一的雷射鳥就是此類，從機械飛鳥變形成一捲錄音帶，而在真人電影系列第二集《變形金剛：復仇之戰》中的戰犬(Ravage)則變形為一枚魚雷。

##### 機器人型態本身帶有動物特徵
這類型表示變形金剛在機器人狀態下就具有動物、獸人化的特徵，並且變形為其他東西，像是《變形金剛：領袖的挑戰》中的鋼鉗(Steeljaw)在機器人型態具有明顯的野狼特徵，像是耳朵、狼尾巴等等，變形成重型四輪車，而同作中的雷蹄(Thounderhoof)在機器人形態下則具有鹿的特徵，像是頭上的大角、蹄形的足部等等。

### 變形齒輪(T-cog)
就生理構造而言，在部分作品中會設定、變形金剛需要一種名為變形齒輪的生理構造才能使用變形功能。像是在《領袖之證》的動畫中，就曾經出現過天王星和大黃蜂因為變形齒輪被人類反派組織M.E.C.H所偷走所以無法一度變形的狀況，兩者都是在之後的劇情中再次裝回變形齒輪才能夠再次變形。
而在IDW出版社於2005~2019年期間的版本中，同樣設定變形金剛需要變形齒輪才能夠變形，不過有些變形金剛─像是強拆小隊的隊長蛟龍(Krok)─會移除自己的變形齒輪成為單形金剛(Monofomers)，作為一種政治表態，稱為3M運動者(Militant Monoform Movement)，此舉被一些像是御天至尊等等思想傳統的變形金剛視為噁心的舉動。
在2024的電影《變形金剛：源起》中，變形齒輪佔有更重要的劇情地位。儘管所有賽博坦人出生之際就會有變形齒輪，但是賽博坦統治者御天至尊將部分變形金剛的變形齒輪在上線前就移除，包括主角奧利安‧派克斯和D-16等人，而這些賽坦人就會天生比較瘦小、無法變形，擔任賽博坦底層最吃重、勞苦的工作。這些沒有變形齒輪的變形金剛，在獲得變形齒輪後、體型都會增長。值得一提的是，在本作中，D-16一開始獲得了瑪瑙至尊(Onyx Prime)的變形齒輪後體型增長、獲得變形能力，但是在劇情後段換成密卡托納斯的變形齒輪後、體型又再次提升、身體結構改變、內建武器也變得更強。

#### 移植
變形齒輪作為一種變形金剛的器官，有可能被移除或是損毀，不過在許多作品中、都可以透過移植他人的變形齒輪的方式重新獲得，其理由則有幾種不同的可能：像是在IDW(2005~2019)版本的塔恩(Tarn)就有變形癖，因此會快速磨耗變形齒輪，這時候就可以透過更換他人的變形齒輪來重或變形能力。而在《源起》中，鈦師傅也移植了幾名已死至尊的變形齒輪給主角奧利安‧派克斯、D-16、艾莉塔、B-127的方式讓他們體型升級，並獲得變形能力。在同作中，儘管具有變形齒輪，御天至尊也為了獲得更強大的力量而在殺死他之後奪取了密卡托納斯(Megatronus)的變形齒輪、之後D-16在殺死御天至尊後也再次奪取了其齒輪。

## 合體
有些變形金剛能夠集合起來、進行合體，在這種情況下，他們的體型、力量都會顯著的提升。《變形金剛》系列的第一個也是最有代表性的合體金剛是在G1系列中出現的蹂躪者(Devastator)，在劇情中由狂派的建造金剛(Constructicons)合體而成。蹂躪者的玩具則是孩之寶將特佳麗的戴亞克隆(ダイアクロン)系列玩具「工程車機器人團隊」改模重塗而來。

### 合體人數
在各種不同的作品中，合體的人數、方式都有所不同。

#### 兩人合體
在許多作品中都曾經出現過兩名變形金剛之間的合體，尤其在日系作品中特別常見，像是在《變形金剛：銀河之力》中，柯博文曾經和獅王傑克合體成為獅王柯博文，其中獅王傑克變形為柯博文的右臂，而在《變形金剛：Car Robots》中，柯博文也可以和馬格斯合體成為超神柯博文。在《變形金剛：超能連結》、這個特性變得更為明顯，該作中幾乎所有成員都可以倆倆進行被稱為「超能連結」(Power Link)的合體，各別形成上下半身。而在《變形金剛進化版》中的保衛者(Safeguard)則採取不同方向，由天火(Jetfire)和天暴(Jetstorm)各別變形為左右半身合體。

#### 五人合體
五人合體是變形金剛作品中最常見的合體形式，通常由一隻彼此認識、合作、集體行動的小隊進行合體，包含狂博兩派的眾多隊伍，包括但不限於：
博派
- 科技金剛(Technobots)可以合體成為計算王(Computron)
- 保衛金剛(Protectobots)可以合體成為防衛者(Defensor)
- 航空金剛(Aerialbots)可以合體成為速柏利昂(Superion)

狂派
- 怪獸金剛(Horrorcons)可以合體成為求雨鬼(Abominus)
- 戰鬥金剛(Combacticons)可以合體成為怖提剋斯(Bruticus)
- 特技金剛(Stunticons)可以合體成為威脅者(Menasor)
- 掠獸金剛(Predacons)可以合體成為衝雲霄(Predaking)

這樣的小隊通常是5人組成，其人數限制來自於早期玩具本身的設計配置，早期的合體金剛通常是由一名成員變形成軀幹、另外四名成員變形成四肢合體形成，其中四肢的部分可以互相交換而不影響功能，這種合體方式被稱為「Scramble City」模式，在2015年的《變形金剛：合體戰爭》玩具產線中也重現了類似的方法。
五人合體的一個特例是《變形金剛：領袖的挑戰》中的屠夫(Chop Shop)，他在機器人形態下只有一個機器人，但在變形為蜘蛛時卻會變成五隻思想分別運作、甚至個別有名字的機械蜘蛛。

#### 其他模式
在《變形金剛：領袖的挑戰》第四季則出現了兩人和五人形式的合體，劇中的特技金剛的小隊成員之間可以倆倆合體成為搶破(Wildstrip)和熱痕(Heatmark)，也可以五人一起合體變成威脅者。
三人合體在整體《變形金剛》系列作品中較為少見，較為有代表性的案例是日版《百變金剛》世界觀中的馬庫那霍斯(合体戦士 マグナボス)以及三重奏(合体巨人 トリプルダクス)。
在六人合體的隊伍中，較具有代表性隊伍為先前所提及的蹂躪者，由六名建造金剛組成，其中軀幹部分由兩人組成、以及日版世界觀由另個變形為火車的變形機剛合體成為的合體金剛雷電(ライデン)。除此之外，在《變形金剛：合體戰爭》的玩具產線中，部份五人金剛都可以在胸口再加掛一名變形為胸甲的小型變形金剛、也算是六人合體的一種。
在更多人數的合體中，則有八人合體版本的蹂躪者，出現在真人電影世界觀《變形金剛：復仇之戰》、以及《變形金剛5：最終騎士》的龍風暴(Dragonstorm)、由十二名賽博坦騎士合體後變成三頭巨龍。
除了合體為機器人，變形金剛也可能合體為其他型態，像是在真人電影世界觀《變形金剛：復仇之戰》中、煞車和泥檔的初始載具便是一架需要兩人才能夠變成的冰淇淋車、而許多玩具都是有兩個小型的機器人變形為載具後、可以合體變成大型的武器供其他變形金剛使用。在媒體中的著名案例為《變形金剛：微型傳說》中的星辰劍(スターセイバ)和天爆盾(コスモテクタ)，兩者都是由三名微型金剛合體形成。

### 獲得方式
在不同作品中，這些合體觸發的方式各有不同。在G1動畫所出現的大部分合體金剛之所以能夠合體是在建造之初就有做此設計。而在《銀河之力》的設定中，需要合體的兩人之間具有極佳的默契和心靈共通性才能達成合體。而在IDW版設定中，則是經過不斷的實驗後才得到的結果，因為雙方都希望可以透過合體金剛增加戰力。

#### 合和之秘(Enigma of Combination)
在比較近代的設定中，出現了合和之秘的設定。合和之秘最初出現在2015年的《合體戰爭》系列中，是一項變形金剛的上古遺物，屬於創世十三組之一的合和至尊，這項神器的作用就是可以把複數的變形金剛改造成能夠合體的構造。此設定也出現在2018年的《變形金剛：Cyberverse》中，在意外操作下，和合之秘賦予鋼鎖(Grimlock)和其他恐龍金剛合體成為龍焱王(Volcanicus)的能力。

## 死亡與重生
變形金剛系列作為一部以兩派鬥爭為主的作品，不時會出現變形金剛成員的死亡，有時候這些死亡的成員可以重生，有時則不然。

### 死亡
作為科幻作品中由金屬建造的大型機器人，變形金剛的身體比人類強韌的多，可以承受許多對人類而言致命的打擊、衝撞等等外部衝擊，但是一些重大的外傷依然可以殺死一個變形金剛，像是在真人電影第一集《變形金剛》中的爵士(Jazz)就被密卡登撕成兩半而死，而G1動畫《變形金剛大電影》中，柯博文也因為腹部的槍傷而死。或是一些內部重要零件的損失也可能導致變形金剛的死亡，像是在《變形金剛4：絕跡重生》中、飛輪(Ratchet)就因為被地獄獵人(Lock Down)扯出火種而死。
除了硬體外傷，軟體損毀也可能殺死一名變形金剛，像是電腦病毒之類的存在可以從軟體方面破壞變形金剛體內的程式瑪、使其達到腦死的狀況，像是《變形金剛：進化版》中的雅希就因為震盪波的操作而失憶。
另外，變形金剛也有一些特有的疾病，像是有名的鏽蝕病(Cosmis Rust)，此疾病最早出現在G1動畫中的〈鏽蝕病〉一集，此疾病會迅速地腐蝕一個變形金剛身上的金屬、使其死亡，之後的鏽蝕病通常被敘述為狂派所開發的生化兵器，在聯合宇宙世界觀中被稱之為鏽瘟(Ruct Plague)。
值得一提的是，早期孩之寶決定是否要「殺死」一個角色的決定通常簡單的取決依該名角色的玩具販售狀況，像是在1986年的《變形金剛大電影》中就有眾多角色，因為玩具停產的關係，所以即使這些角色受到觀眾歡迎，孩之寶仍然在設定中使這角色死亡，包括輪傑、鐵皮、巡弋者、飛輪等等，甚至是柯博文。
至於死亡的狀態，在部分作品中，死亡的變形金剛被敘述為身體的顏色會逐漸失去、最終完全剩下灰階化的顏色，像是《變形金剛大電影》、《變形金剛進化版》中的柯博文即是此例。

#### 老化
少部分作品有提及變形金剛會不會老化最終死去的問題。在《變形金剛：復仇之戰》中，呈現了電影世界觀下，變形金剛的確會老去，像是天火就因為年紀的關係而顯示出非常明顯的老化與退化現象，但此版本並未討論到變形金剛最終是否會因為老化而死，天火最後死於自我犧牲扯出火種。而在IDW世界觀中則確實呈現了老死的狀況，博派成員飛輪最終因為年老而死去。

### 重生
在某些情況下，被破壞的變形金剛能夠藉著取得新的身體重生，這個狀況在術語上稱作「重生」。而在其他情況下，變形金剛的「復活」有時會和一些作品中的強大力量產生關連，像是在《變形金剛：領袖之證》的劇情中，大黃蜂一度被密卡登擊穿胸口而死，但因為他的遺體剛好掉進能修復一切的終極之鎖中，所以身體得到修復病得以復活。

#### 柯博文
作為變形金剛中最重要的角色之一，在變形金剛的各種作品中，柯博文一直是死亡與重生的常客，分別在以下作品中死亡或復活過：
| 世界觀                   | 集數                                | 死亡                                                                         | 復活                                                               |
| ------------------------ | ----------------------------------- | ---------------------------------------------------------------------------- | ------------------------------------------------------------------ |
| G1                       | 《變形金剛大電影》                  | 遭到密卡登射擊腹部而死                                                       | 在後續第三季劇情中復活                                             |
| G1                       | 待補                                | 和艾瑞兒一起遭到密卡登偷襲而死                                               | 被鈦師傅重建為柯博文和艾莉塔。                                     |
| 微型三部曲               | 《變形金剛：微型傳說》              | 為擋下狂派的九頭蛇大砲而死。                                                 | 被迷你金剛透過矩陣復活                                             |
| 聯合宇宙世界觀           | 《變形金剛：領袖之證》 第三季第2集  | 為掩護其他博派撤退而在基地轟炸中被重傷、最後死亡。                           | 煙幕將索拉絲戰錘放到其手上、使其復活、且強化機體。                 |
| 聯合宇宙世界觀           | 《變形金剛：領袖之證─掠獸金剛再臨》 | 為了將胸口中的火種源回歸賽博坦而自我犧牲。                                   | 在後續作品《變形金剛：領袖的挑戰》中回歸。                         |
| 變形金剛進化版           | 待補                                | 為追擊天王星、從高樓墜下而死。                                               | 莎莉將火種源鑰匙插入其胸口中、使其復活。從死亡到復活僅僅隔了75秒。 |
| 變形金剛真人電影         | 《變形金剛：復仇之戰》              | 為保護山姆遭到密卡登偷襲、射穿胸口而死。                                     | 山姆將領袖矩陣放進其胸口中復活。                                   |
| 變形金剛：至尊之戰三部曲 | 《變形金剛：泰坦回歸》第一集        | 被密卡托納斯擊穿胸口而死。                                                   | 在火種源重新回到火種源之井後復活。                                 |
| 變形金剛：地球火種       | 第一季第26集                        | 再造人釋放出能量衝擊波時，所有以超能量體維生的生物都死了，包括所有變形金剛。 | 在羅比和茉釋放昆特絲至尊的力量後、和所有其他變形金剛一起復活。     |

## 飲食
在變形金剛的作品中，儘管較少直接敘述他們的飲食狀況，不過實際上作為機械生命體，變形金剛的飲食和他們的能源是高度重複的，像是在《變形金剛：領袖之證》中，柯博文的台詞曾經說明過超能量體：「既是他們的能量來源、也是他們的血液和彈藥」。

### 食物本身
以大多數作品來說，變形金剛大多以超能量體做為能量來源，不過超能量體的形式有很多種不同方式的敘述、像是在《變形金剛：領袖之證》或是《變形金剛：源起》電影中，超能量體是一種在地球和賽薄毯上都有、需要開採、類似藍色水晶的礦物、經過加工後才能讓變形金剛進行攝取。而在G1動畫中，超能量體則是亮粉紅色的大方塊、可以從人類的能源─像是石油等等─中製作出來。

但是，從G1動畫時期開始，就不乏變形金剛以其他替代品當作能量來源的敘述，包括人類的各種能量來源，像是石化燃料、電力、甚至蒸汽動力等等，狂派為了能源攻擊各種人類設施經常出現在劇情中。而在IDW出版社、2019連載的世界觀中，也展現過可以把活生生的有機生物中做成燃料的技術。

#### 電力
電力的部分除了作為食物，更常被作為補充活力的能源，經常被類比為人類的睡眠。像是在《變形金剛：More  Than Meet The Eye》裡，在失落之光號（Lost LIght）上、船員們的船艙裡，讓他們用來平躺休息的檯面被稱為「充電板」。

### 攝取方式
關於變形金剛取能量的方式根據能量的種類或各種作品的不同而有所差異。有些作品中將其敘述的相當擬人，變形金剛會以口部進食塊狀或吸食液態狀的超能量體，像是在《變形金剛：源起》中，就有奧萊恩‧派克斯將超能體「餵食」給下線狀態的鈦師傅、將他喚醒的情節，而在Skybound中、則出現過天彎將一桶超能量體當成飲料用吸管喝的畫面。

但其他作品中，超能量體的攝取被描述得比較機械化，比起攝食更像是「加油」，像是在《變形金剛：領袖之證》中，大多數角色攝取超能量體的方式都是以某種管狀容器將超能量體「注射」進自己的手臂上。

### 休閒性飲食
在部分作品中，變形金剛也有類似休閒食品的東西。其中比較有代表性的是在許多作品中都有出現賽博坦酒吧「麥卡丹熱油吧」，其中，超能量體通常就被當作「酒」飲用，或是有時候機油也會被敘述為變形金剛的飲料。

在「零食」部分，在《變形金剛大電影》終究出現過老杯(Kups)以棍狀的超能量體當作零嘴、暫緩鯊魚精攻勢的敘述。而在IDW漫畫中、也出現過鐵皮和柯博文把人類的廢棄砲彈拆去彈頭、將其中衰變的同位素能量當作飲料飲用的狀況。

## 人造變形金剛
在部分作品中，與變形金剛接觸過後的人類開始利用變形金剛的科技進行機器人的製作，製造所謂的「人造變形金剛」。

### BOMBER計畫
超神Master Force中登場，由該代的博派總司令官迅雷下令製作，不能變形，但有著人工智慧，能夠在迅雷的命令下變形成迅雷的增裝鎧甲。

### 變形金剛進化版
變形金剛進化版中的恐龍金剛是屬於類似人造變形金剛，他們最初是遊樂園中的設施，為不具有自我意識的機器恐龍，但是再被火種源強化過後獲得了變形能力和自我意識。

### 變形金剛4：絕跡重生
自芝加哥一戰結束後，大部分戰死的變形金剛剩下的殘骸被KSI公司利用製造成新的變形金剛。

### 《變形金剛：毀滅行動》
在IDW出版的漫畫故事中，撒克巨人為做出更強大的變形金剛而把將部分合作的人類改造後安裝到變形金剛身上成為頭領戰士，以被俘虜的太陽紋(Sunstreaker)作藍本，大量製作出許多量產型頭領戰士。

### 《變形金剛：隨時變形》
同樣在IDW世界觀的《變形金剛：隨時變形 #38》顯示，人類回收了部分戰死的變形金剛、以狂派的尖頭部隊(Coneheads)為藍本製作了自己的變形金剛軍團，轟隆隆(Rumble)叫它們為機械人殭屍。

## 宗教
儘管作為一隻機械外星種族，變形金剛作品中不乏與宗教、或是其他神聖性相關的情節或是設定。

### 神祇與宗教
在大多數作品中，普萊瑪斯(Primus)和尤尼克隆(Unicron)在變形金剛中是普遍被稱為「神」的存在，請參閱Primus和Unicron的條目。不過除此之外，在其他作品中偶爾會敘述到變形金剛之間的不同宗教或是神祇，像是在IDW在2005~2019的世界觀中，普萊瑪斯(Primus)、索羅真君(Solomus)、智真子(Epistemus)、神機真人(Adaptus)、終天大帝(Mortilus)五人合稱為指引之手，而同世界觀中的天鑄城(Caminus)人則將配戴有領袖矩陣的領袖─在當時是柯博文─視為神。若單純以造物主的角度討論，在變形金剛真人電影第四集《變形金剛4：絕跡重生》中，地獄獵人曾經將昆塔莎(Quintessa)稱為創造者，呼應到在G1動畫中，變形金剛是由昆塔紗人(Quintesson)所創造的。
關於變形金剛之間會信仰的宗教，在大部分的作品中討論不多，不過他們確實經常使用普萊瑪斯的名諱作為感嘆詞、或是代稱上帝使用。有些作品中，至尊(Prime)本身也可能被作為崇敬對象。

### 聖物
儘管宗教信仰的討論不多，但很多變形金剛作品中都會出現一些「聖物」，有時僅是背景設定，有時則是推動劇情的重要麥高芬。
- 火種源(Allspark)

這個名詞首次在《百變金剛》中登場，在2007年的真人電影中以巨大金屬立方體的外觀出現，作為該作品中的麥高芬。在某些作品中，火種源被定義為所有死去賽博坦人的火種─靈魂抵達的地方。
- 領袖矩陣(Matrix Of Leadership)

首次出現在1986年的《變形金剛大電影》中，在多部作品中出現，通常是博派領袖的象徵，有時候配戴者可以透過其和過去的至尊諮詢意見或是溝通；在部分作品中領袖矩陣具有指定性、非指定使用者無法使用，非指定的使用者觸碰時可能會失效、像是在《變形金剛大電影》、IDW出版社的2005年版漫畫等等，或是甚至會直接化成灰消失，像是在《變形金剛：起源》中。通常對於「誰可以使用領袖矩陣」的認定大多和持有者的品性高潔有關，不過認定的權力則不盡然相同，像是在《變形金剛：復仇之戰》中、是由過去死去的至尊決定山姆爭取到了持有矩陣的資格、而在《變形金剛：起源》中則是由普萊瑪斯親自決定的。
- 合和之秘

見前文。
- 餘燼礦石(Ember Stone)

首次出現在2022年的動畫《變形金剛：地球火種》中，屬於坤特斯至尊(Quintus Prime)的聖物，具有創生新變形金剛的能力，根據其他角色所述，有可以用來創造其他機械或有機生命，像是該世界觀中的昆特紗人就是昆特斯至尊以此聖物創造出來的物種。

#### 武器類
通常是創世十三至尊所遺留的武器。
- 星辰劍(Star Saber)

此武器在《變形金剛：領袖之證》中具有較顯著的戲份，是一柄威力巨大的寶劍，一度成為柯博文的主要武器，不過後來被密卡登以黑暗超能量體打造的黑暗星辰劍砍碎，在後來才被柯博文以索拉斯至尊戰錘的殘餘能量修復。在大部分作品中，星辰劍屬於先覺者(Prima)的武器。部分版本的星辰劍的劍柄裝飾是領袖矩陣。
- 索拉絲戰錘

通常屬於索拉絲至尊，既是武器也是工具。此武器在《變形金剛：領袖之證》中具有較顯著的戲份，是一柄巨大的戰錘，其具有神奇的力量，可以透過單純地敲打升級或修復物品，在劇中密卡登以索拉斯至尊戰錘打造了黑暗星辰劍、柯博文則有這把戰錘把博派基地的傳送門升級為可以在外星球開啟的傳送門、並修復了星辰劍，而在能量用盡後、則被馬格斯當作近戰武器使用，直到被掠食王折斷錘柄。在其他作品中，索拉絲戰錘是屬於索拉絲至尊的武器和鍛造用的工具。
- 鎮魂曲衝擊波(Requiem Blaster)

通常屬於密卡托納斯/墮落金剛的武器，在《變形金剛：泰坦回歸》中被描述為一把威力強大的巨大槍砲，密卡登使用此武器將幾乎堅不可摧的霸王射殺時，甚至沒有留下任何殘渣。

## 註解
1. ↑  Roberts, James. . IDW. 2017: 8–15.
2. ↑  G1卡通版第二集「More Than Meets The Eye, Part 2 / 」中，博派偵察員獵犬對斯派克的說明中提到的
3. ↑  ,   [2024-03-29], （原始内容存档于2024-04-04） （中文（中国大陆））
4. ↑  ,   [2024-03-29], （原始内容存档于2024-03-29） （中文（中国大陆））
5. ↑  ,   [2024-03-29], （原始内容存档于2024-03-29） （中文（中国大陆））
6. ↑  Roberts, James. . IDW. : 13.
7. ↑  鈦師傅的台詞：「沒有普萊瑪斯的兒子或女兒是無法變形的。」
8. ↑  ,   [2024-03-29], （原始内容存档于2024-03-29） （中文（中国大陆））
9. ↑  大屍. . 玩具人. 2020-04-29  [2024-03-29]. （原始内容存档于2024-03-29） （中文）.
10. ↑  ,   [2024-03-29], （原始内容存档于2023-07-13） （中文（中国大陆））
11. ↑  ,   [2024-03-29], （原始内容存档于2024-03-29） （中文（中国大陆））
12. ↑  Roberts, James. . 美國: IDW. : 3.
13. ↑  ,   [2024-03-29], （原始内容存档于2024-04-04） （中文（中国大陆））
14. ↑  Skerpan, Gabrielle. . ScreenRant. 2022-08-21  [2024-03-29]. （原始内容存档于2023-01-30） （英语）.
15. ↑  ,   [2024-03-29], （原始内容存档于2024-04-04） （中文（中国大陆））
16. ↑  Roche, Nick. . IDW. 2022.
17. ↑  Furman, Simon. . IDW. 2009: 4.